# Никоненко Архип
Никоненко Архип (* (?) містечко Оржиця, Лубенський повіт, Полтавська губернія, Російська імперія — † близько 1856, там само) — український кобзар і лірник.

## Біографія
Народився і помер у містечку Оржиця на Полтавщині. Один із найкращих виконавців дум, майстер імпровізації.
Відомості про нього записав П. Куліш, що зустрів його під час фольклористичної подорожі по Україні на початку 1850-х років. Від нього записав 5 дум, які були надруковані в «Записках о Южной Руси» 1856 року. Це були:
- Козак Голота,
- Вдова й три сини,
- Сестра і брат,
- Буря на Чорному морі,
- Втеча трьох братів з Озова.

Знав він 7 дум.
Думи й історичні пісні виконував із певною своєрідністю. Часто зупинявся посеред співу і, злегка перебираючи струни, починав пояснювати мораль виконуваної думи чи пісні, підкріплюючи це прикладами власного чи навколишнього життя.
Перші кільканадцять років він грав тільки на бандурі, а далі почав грати і на лірі, пояснюючи це тим, що ліра голосить дуже, й на ній можна грати й на весіллях, де через великий гомін гра на кобзі є малочутною. Дати народження та смерті невідомі. Містечко Оржиця належало до Хорольського повіту перед 1802 роком, а після — до Лубенського повіту.